# Robert Abelson
Robert P. Abelson (1928–2005) – amerykański psycholog, kognitywista i politolog, profesor Uniwersytetu Yale. Wniósł istotny wkład w rozwój statystyki. Był członkiem Amerykańskiej Akademii Sztuk i Nauk oraz American Statistical Association.
W 1958 r. wspólnie z Miltonem Rosenbergiem przedstawił model psychologicznej struktury postaw. W latach sześćdziesiątych razem z Johnem Carrollem wniósł istotny wkład w rozwój powstającej wówczas psychologii politycznej, przedstawiając model myślenia ideologicznego. Z kolei w latach siedemdziesiątych razem z Rogerem Schankiem zaproponował koncepcję skryptów poznawczych, która czerpała z powstałej wcześniej koncepcji ram Marvina Minsky'ego. W dziedzinie statystyki Abelson przedstawił paradoks nazwany od jego nazwiska paradoksem Abelsona.

## Ważniejsze dzieła
- Scripts, plans, goals and understanding (1977) (współautor: R. Schank)
- Statistics as Principled Argument (1995)